# قائمة البرامج الإحصائية

## برامج مفتوحة المصدر

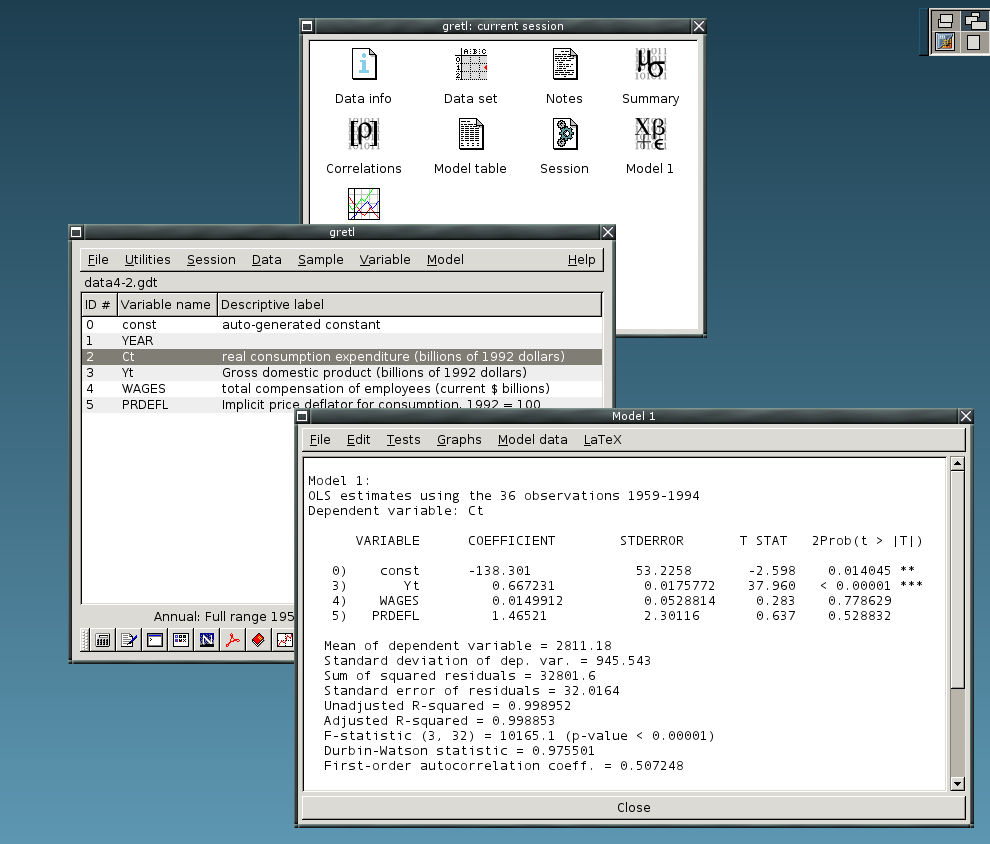
gretl هو مثال لحزمة إحصائية مفتوحة المصدر

- ADaMSoft - برنامج إحصائي عام مع خوارزميات استخراج البيانات وأساليب لإدارة البيانات
- ADMB - مجموعة برمجيات لنمذجة إحصائية غير خطية على أساس C ++ تستخدم التمييز الآلي
- كروينكس - للبيانات المتعلقة بالسلسلة الزمنية العصبية
- DAP - استبدال مجاني لـ SAS
- بيئة لتطبيقات DeveLoping KDD مدعومة من خلال الإطار البرمجي لتنمية خوارزميات تعدين البيانات في جاوا
- Epi Info - برنامج إحصائي لمعرفة الأمراض الذي طورته مراكز السيطرة والوقاية من الأمراض (CDC). Apache 2 مرخصة [1]
- Fityk - برنامج تراجع غير خطي (GUI وخط الأوامر)
- غنو أوكتاف - لغة برمجة مشابهة جداً لماتلب مع ميزات إحصائية
- جريتل - مكتبة التراجع، الاقتصادية، وسلسلة زمنية
- تحليل الضجيج الجوهري (iNA) - لتحليل التقلبات الجوهرية في الأنظمة الكيميائية الحيوية
- jamovi - بديل برمجيات حرة لإحصاءات IBM SPSS
- JASP - بديل برمجيات حرة لإحصاءات IBM SPSS مع خيار إضافي لأساليب بايسي
- JMulTi - التحليل الاقتصادي متخصص في تحليل سلسلة زمنية واحدة وتعددية
- مجرد عينة غيبز أخرى  [لغات أخرى]‏ (JAGS) - برنامج لتحليل النماذج الهرمية البايسية باستخدام سلسلة ماركوف مونتي كارلو التي طورتها مارتن بلومر. إنه يشبه WinBUGS
- KNIME - منصة تحليل مصدر مفتوحة كنيم مع جاوا وإكليبس باستخدام تدفقات عمل خط أنابيب البيانات المودولية
- LabPlot - برنامج كمبيوتر مجاني ومفتوح المصدر متعدد المنصات التخطيط العلمي التفاعلي، وتكييف المنحنى، والتكسير غير الخطي، ومعالجة البيانات وتحليل البيانات
- LIBSVM - مكتبات آلة متجهة تدعم C ++
- mlpack - مكتبة مفتوحة المصدر للتعلم الآلي، تستغل ملفات لغة C ++ لتوفير أقصى قدر من الأداء والمرونة مع توفير واجهة برمجة التطبيقات بسيطة ومتسقة (API)
- R="./Mondrian_(software)" id="mwTQ" rel="mw:WikiLink" title="Mondrian (software)">مونديريان - أداة تحليل البيانات باستخدام الرسومات الإحصائية التفاعلية مع رابط إلى R
- صندوق أدوات المعلمات الحيوية الطبيعية العصبية - صندوق أدوة المعملات المادية لاقتناء البيانات للمعلمات الحيوانية الطبيعي العصبية
- "أفين بوغز"  [لغات أخرى]‏
- OpenEpi - سلسلة من البرامج المستندة إلى الويب، مفتوحة المصدر، مستقلة عن التشغيل لاستخدامها في علم الأوبئة والإحصاءات على أساس JavaScript و HTML
- OpenMx - حزمة لنمذجة المعادلات الهيكلية تعمل في R (لغة البرمجة)
- OpenNN - مكتبة البرمجيات مكتوبة بلغة البرمجة C ++ التي تنفيذ شبكات عصبية ووهي مجال رئيسي للبحث في التعلم العميق
- أورانج، برنامج للتعدين البيانات، والتعلم الآلي والعلوم الحيوية
- باندا - هيكل بيانات الحوسبة عالية الأداء (HPC) وأدوات تحليل البيانات لـ Python و Cython (نموذجات الحسابات وscikit-learn)
- لغة بيانات بيرل  [لغات أخرى]‏ - الحوسبة العلمية مع بيرل
- (بلوتيكس)  [لغات أخرى]‏ - برنامج لتوليد مجموعة متنوعة من الرسوم البيانية من البيانات الخام
- PSPP - بديل برمجيات حرة لإحصاءات IBM SPSS
- R - تنفيذ مجاناً لـ "أس" (لغة البرمجة)
  - البرمجة مع  [لغات أخرى]‏ البيانات الكبيرة في R (pbdR) - سلسلة من حزم R تم تعزيزها عن طريق التوازي SPMD لتحليل البيانات الضخمة
  - R Commander - واجهة GUI لـ R
  - واجهة المستخدمات المستخدمة - واجهة مستخدمات المعلومات المستخدمة لـ R
  - تحليلات الثورة  [لغات أخرى]‏ - برنامج درجة الإنتاج لتحليلات البيانات الكبيرة للمؤسسات
  - RStudio - واجهة واجهة المستخدم و بيئة تطوير ل R
- ROOT - نظام C ++ مفتوح المصدر لتخزين البيانات ومعالجةها وتحليلها وتم تطويره من قبل CERN واستخدامه للعثور على بوزون هيغز
- السالستات - برنامج إحصائي مدفوع بالقوائم
- سيكيل - تستخدم رخصة سي سي إل موافقة على GPL
- (سيفي) - مكتبة بايثون للحوسبة العلمية التي تحتوي على الحسابات الإحصائية التي تستند جزئيا إلى المكرمة ستات (المعروف باسم بيبستات، سابقا UNIX
  - scikit-learn - يوسع SciPy مع مجموعة من نماذج التعلم الآلي (التصنيف والتكسيم والتكسيس، إلخ)
- شوغون (صندوق الأدوات)  [لغات أخرى]‏ - صندوق أدوات التعلم الآلي مفتوح المصدر على نطاق واسع توفر العديد من تنفيذات SVM (Support Vector Machine) (مثل libSVM وSVMlight) تحت إطار وواجهات مشتركة ل Octave وMATLAB وPython وR
- سمفيت - محاكاة، وضع منحنى، إحصائيات، وخطط
- (SOCR)
- إحصاءات SOFA  [لغات أخرى]‏ - برنامج GUI سطح المكتب يركز على سهولة الاستخدام والتعلم أثناء التنقل والخروج الجميل
- ستان (برمجيات)  [لغات أخرى]‏ - حزمة مفتوحة المصدر للحصول على استنتاج بايزي باستخدام نموذج No-U-Turn ووهو تغير من مونتي كارلو هاملتوني. إنه يشبه بعض الشيء BUGS، ولكن مع لغة مختلفة للتعبير عن النماذج ومعينة مختلفة للاختيار من خلفياتها
- نماذج الإحصاءات - حزمة Python للإحصاءات والإكونومترات (التراجع، الخطط، اختبار الفرضيات، النموذج الخطوي العام (GLM) وتحليل سلسلة الزمن، النموع السريع المتوسط المتحرك (ARMA) والتراجع السريع (VAR) والإحصاء غير المعلمي، ANOVA)
- R="./Statistical_Lab" id="mwqQ" rel="mw:WikiLink" title="Statistical Lab">مختبر الإحصاء - القائم على R وتركز على الأغراض التعليمية
- TOPCAT (برمجيات) - حزمة تحليل جرافيكي تفاعلية وتلاعب علماء الفلك التي تفهم تنسيقات FITS و VOTable و CDF.
- الشعلة (التعلم الآلي) - مكتبة برمجيات التعلم العميق مكتوبة باللغة Lua (لغة البرمجة) اللغة (لغة البرمجة)
- ويكا (التعلم الآلي) - مجموعة من برامج التعلم الآلي التي كتبت في جامعة وايكاتو

## برامج النطاق العام
- CSPro (النواة هي ملكية عامة ولكن بدون كود مصدر متاح للعامة؛ تم توفير واجهة المستخدم على الويب مفتوحة المصدر تحت إصدار Apache 2 [2] ونظام المساعدة تحت إصدار GPL 3 [3] )
- مخطط البيانات (NIST)
- X-13ARIMA-SEATS (المجال العام في الولايات المتحدة فقط؛ خارج الولايات المتحدة يخضع لحقوق الطبع والنشر للحكومة الأمريكية) [4]

## برامج مجانية
- بى في 4.1
- جيودا
- دقيقة
- WinBUGS – التحليل البايزي باستخدام أساليب مونت كارلو لسلسلة ماركوف
- Winpepi – حزمة من البرامج الإحصائية لعلماء الأوبئة
- فيتر:[5] برمجيات ملائمة للتوزيع عبر الإنترنت.
- إحصائيات المملكة [6]

اختبارات إحصائية، ومخططات، واحتمالات، ونتائج واضحة. يتحقق تلقائيًا من الافتراضات ويفسر النتائج ويخرج الرسوم البيانية والمدرجات البيانية والمخططات. تدعم حاسبات الإحصاء عبر الإنترنت إحصائيات الاختبار وقيمة p والمزيد من النتائج مثل حجم التأثير وقوة الاختبار ومستوى الطبيعية.

## المدفوعة
- Alteryx - منصة تحليلات مع نماذج إحصائية سحب و إسقاط ؛ دمج R و Python
- التحليلات - حزمة تحليلات بصرية وإحصاءات
- Angoss - المنتجات KnowledgeSeeker و KnowledgeSTUDIO تتضمن العديد من خوارزميات التعدين البيانات
- ASReml - لتحليلات الحد الأقصى من الاحتمالات
- BMDP - حزمة إحصاءات عامة
- بيانات الرسم البياني  [لغات أخرى]‏ - تحليل بصري مع رجعة خطية وغير خطية
- DB Lytix - 800+ نموذج في قاعدة البيانات
- الـ EViews - التحليل الاقتصادي
- FAME (قاعدة بيانات) - نظام لإدارة قواعد بيانات سلسلة زمنية  [لغات أخرى]‏
- GAUSS - لغة البرمجة للإحصاءات
- البيانات الجينية - البرمجيات لتدمير وتفسير البيانات التجريبية في مجال البحث والتطوير في علوم الحياة
- (GenStat) - حزمة إحصاءات عامة
- GLIM - حزمة مبكرة لتثبيت النماذج الخطية العامةالنماذج الخطية المعمومة
- إنستات (GraphPad InStat) - بسيط جداً مع الكثير من الإرشادات والإيضاحات
- جراف باد بريزم - البيانات الحيوية والانسحاب غير الخطي مع تفسيرات واضحة
- إيغور برو - لغة البرمجة مع ميزات إحصائية وتحليل عددي
- المكتبات الرقمية IMSL - مكتبة برمجيات مع خوارزميات إحصائية
- المشاريع المشتركة - تحليل بصري وحزمة إحصاءات
- ليمديب - حزمة إحصاءات واقتصادية شاملة
- ليزريل - مجموعة إحصائية تستخدم في نمذجة المعادلات الهيكلية
- ميبل - لغة البرمجة ذات ميزات إحصائية
- الرياضيات - حزمة برمجيات ذات ميزات إحصائية خاصة
- MATLAB - لغة البرمجة ذات ميزات إحصائية
- ميدكالك - للعلوم الطبية الحيوية
- الميكروفيت - حزمة الاقتصادية، سلسلة زمنية
- "المينيتاب" - حزمة إحصاءات عامة
- MLwiN - نماذج متعددة المستويات (بجانب الأكاديميين في المملكة المتحدة)
- برنامج تحليل الفيديو Nacsport  [لغات أخرى]‏ - برنامج تحليلي الرياضة وحصول الاستخبارات الإحصائية
- المكتبة العددية للجنة النائية - مكتبة شاملة للرياضيات والإحصاءات
- الـ NCSS - حزمة إحصاءات عامة
- مصمم عصبي - حزمة التعلم العميق التجارية
- NLOGIT - حزمة إحصائية وشاملة
- برنامج nQuery لتحليل حجم العينات وبرنامج تحليل القوة [7]
- O-Matrix - لغة البرمجة
- أوريجن برو  [لغات أخرى]‏ - الإحصاءات والرسومات، والوصول إلى مكتبة NAG  [لغات أخرى]‏
- برنامج PASS لقياس العينات (PASS) - برنامج طاقة وحجم العينات من NCSS
- مخطط - تخطيط المكتبة والصفوفة للتحليل البيانات وإنشاء الرسوم البيانية القائمة على المتصفح. متاح لـ R و Python و MATLAB و Julia و Perl (بيرل)
- بريمر-إيه بريمر - خاصة بيئية وبيئية
- PV-WAVE - لغة البرمجة تحليل بيانات شاملة وتصور مع حزمة إحصائية IMSL
- كلوكور أوميكس إكسبلورر - برنامج تحليل البيانات التفاعلي والبصري
- RapidMiner - صندوق أدوات التعلم الآلي
- تحليل التراجع لسلسلة الزمن (RATS) - حزمة تحليل اقتصادية شاملة
- برنامج Rguroo للإحصاء - برنامج إحصائي عبر الإنترنت مصمم لتعليم وتحليل البيانات
- S-PLUS - حزمة إحصاءات عامة
- SAS (برمجيات) - حزمة إحصائية شاملة
- SHAZAM (برنامج الاقتصاد والإحصاء) - مجموعة شاملة من الاقتصاد والأحصاء
- (سيغماستات)  [لغات أخرى]‏ - حزمة تحليل المجموعة
- سمول - أداة اقتصادية للنمذجة متعددة الأبعاد (متعددة القطاعات والمنطقة)
- SmartPLS - حزمة إحصائية تستخدم في نمذجة مسار أقل مربعات جزئية  [لغات أخرى]‏ (PLS) ومذكارة المعادلات الهيكلية القائمة على PLSنموذج المعادلات الهيكلية
- (SOCR) - أدوات على الإنترنت لتعليم الإحصاءات ونظرية الاحتمالات
- Speakeasy (بيئة الحوسبة)  [لغات أخرى]‏ - بيئة الحوسب العددية و لغة البرمجة مع العديد من ميزات التحليل الإحصائي والاقتصادي
- SPSS Modeler - منصة عمل شاملة للتعدين البيانات وتحليل النص
- إحصاءات SPSS - حزمة إحصاء شاملة
- إحصائيات - حزمة إحصائيّة شاملة
- ستات كرنش  [لغات أخرى]‏ - حزمة إحصاءات شاملة، صممت أصلاً لدورات إحصاء الكليات
- الإحصاءات - حزمة إحصاءات عامة
- الإحصاءات - حزمة إحصاء شاملة
- ستات ديركت - حزمة إحصائيات مصممة لاستخدامات الطب الحيوي والصحة العامة والعلوم الصحية العامة
- StatXact - حزمة لإحصاءات غير پارامترية ودقيقة
- السوبر كروس  [لغات أخرى]‏ - حزمة إحصائية شاملة مع تحليل إضافي عبر التفريق
- سيسات - حزمة إحصاءات عامة
- برنامج تحليل متعدد المتغيرات التجاري المجانية لـ Windows
- Unistat - حزمة إحصاءات عامة يمكن أن تعمل أيضا كإضافة إضافية في Excel
- WarpPLS - مجموعة إحصائيات تستخدم في نموذج المعادلات الهيكلية
- لغة وولفرام [8] - لغة الكمبيوتر التي تطورت من برنامج Mathematica. لديها قدرات إحصائية مماثلة لـ Mathematica.
- R="./World_Programming_System" id="mwAXw" rel="mw:WikiLink" title="World Programming System">نظام البرمجة العالمي (WPS) - حزمة إحصائية تدعم استخدام لغات Python و R و SAS ضمن برنامج مستخدم واحد.
- إكسبلو

## الإضافات
- Analyse-it – إضافة إلى Microsoft Excel للتحليل الإحصائي
- Statgraphics Sigma Express – إضافة إلى Microsoft Excel للتحليل الإحصائي Six Sigma
- السودان – إضافة إلى SAS وSPSS لإجراء المسوحات الإحصائية
- إضافة XLfit إلى Microsoft Excel لتجهيز المنحنيات والتحليل الإحصائي